# Molière in bicicletta
Molière in bicicletta (Alceste à bicyclette) è un film del 2013 diretto da Philippe Le Guay.
È una commedia francese sceneggiata dallo stesso Le Guay e da Fabrice Luchini, ed interpretata da Luchini, Lambert Wilson e Maya Sansa. È stata candidata nella sezione "World Cinema Now" al Palm Springs International Film Festival del 2014.
Nella traduzione del titolo i distributori italiani hanno preferito puntare sul nome dell'autore del testo teatrale mentre il titolo originale fa riferimento al personaggio della piece teatrale.

## Trama
Gauthier Valence è un attore cinematografico e televisivo di successo che è intenzionato a mettere in scena la commedia di cinque atti Il misantropo di Molière. Perciò viaggia fino all'Isola di Ré per convincere a tornare in scena nella sua commedia l'amico attore Serge Tanneur, che si è ritirato in una vecchia casa che ha ereditato. Dapprima Serge rifiuta la proposta ma ne è in qualche modo attratto e si lascia convincere a provare per alcuni giorni il testo: i due si alternano sorteggiando con una moneta da un euro le parti di Alceste e Filinte. Intanto conoscono Francesca, una giovane italiana che abita sull'isola e che sta divorziando e vendendo la casa. Questo incontro rinvigorisce lo spirito di Serge che si sente attratto dalla ragazza e decide di accettare la proposta dell'amico Gauthier. Il giorno prima della firma del contratto, Gauthier finisce a letto con la giovane Francesca, in preda alla disperazione dopo una burrascosa telefonata con il marito da cui si sta separando. Serge, venutone a conoscenza dall'amico stesso, ne rimane profondamente turbato anche se non lo dà a vedere. Il giorno della firma del contratto produttori, amici e avvocati si ritrovano nella bella villa di un'amica di Gauthier. Serge, indossando gli abiti di Alceste, si reca all'incontro in bicicletta e, dopo i primi convenevoli, s'impunta con l'amico volendo ricoprire esclusivamente la parte di Alceste nella commedia, rifiutando l'alternarsi dei ruoli tra i due. Ne nasce un diverbio che finisce quasi alle mani, durante il quale Serge racconta pubblicamente, di fronte alla compagna di Gauthier, quanto accaduto la sera prima tra lui e Francesca, mostrando apertamente di essere amareggiato. La frattura tra i due è inevitabile. Gauthier si ritroverà in tournée nella parte di Alceste, dimenticando alla prima una battuta che più volte l'amico gli aveva corretto durante le prove. Serge invece tornerà alla sua solitudine fatta di ricordi e rancori.

## Colonna sonora
La colonna sonora del film comprende musiche realizzate da Jorge Arriagada, la canzone italiana Il mondo di Jimmy Fontana e quella francese La bicyclette di Yves Montand.

## Distribuzione
Il film è stato distribuito in Francia e in Belgio a partire dal 16 gennaio 2013. In Italia è uscito nelle sale il 12 dicembre 2013, su distribuzione Teodora Film.